# Kajsa Giertz
Anna Kajsa Giertz, ursprungligen Kjellman, född den 30 oktober 1963 i Bromma församling i Stockholm, är en svensk koreograf, dansare, danspedagog, regissör och teaterchef. Hon är dotterdotter till professor Gustav Giertz av släkten Giertz.

## Biografi
Kajsa Giertz har en fil. kand. från studier vid Danshögskolan i Stockholm 1982–85 och en Master of Fine Arts-examen i koreografi från vidarestudier vid Sarah Lawrence College i New York 1985–87. Hon har varit aktiv som koreograf, regissör, dansare, pedagog och dramatiker sedan mitten av 1980-talet. Hon har arbetat med dans, teater, opera och nycirkus, oftast i nytänkande, gränsöverskridande blandningar av olika konstformer.
Under årens lopp har Giertz producerat egna föreställningar bland annat för Dansens hus, Moderna Dansteatern, Dansstationen och på turné i Sverige och utomlands samt varit verksam som koreograf/regissör bland annat vid Stockholms stadsteater, Riksteatern, Kungliga Operan, Malmö Stadsteater och Cirkus Cirkör. Våren 2009 gjorde hon koreografin till urpremiären på operan Livläkarens besök på Det Kongelige Teater i Köpenhamn. Hon har dessutom varit gästlärare i bland annat Vilnius, Nicaragua, Polen, Island, Finland och vid Skånes Dansteater, Dramatiska Institutet / Stockholms dramatiska högskola, Balettakademien och Danscentrum.
Bland många uppsättningar kan nämnas till exempel Carmen - ett kammarspel om kärlek på Malmö Stadsteater, för vilken hon belönades med Nöjesguidens Scenpris 2009, Jacques Brel is Alive and Well and Living in Paris på Parkteatern 2008, Vi som fortfarande lever på Dansstationen i Malmö, Säg att du är hungrig och Lilla sjöjungfrun på Dramaten, Kung Oidipus på Malmö Dramatiska Teater 2011, Svansjön för Norrdans och Vad är det för jävla sommar? på Parkteatern 2006. För Snövit på Malmö Dramatiska Teater 2007 nominerades hon till Svenska teaterkritikers förenings teaterpris och erhöll Kvällspostens Thaliapris 2008. Giertz sitter sedan 2013 i Konstnärsnämndens styrelse.

### Chefskap
Giertz har innehaft en rad chefstjänster genom åren. 1992–96 var hon utbildningsledare för Modern dans vid Kungliga Svenska Balettskolan och 2000–01 ledare för Dansarutbildningen vid Danshögskolan. 2001–04 var hon chef för Dansensemblen vid Byteatern i Kalmar. 2005–09 var hon chef för Parkteatern vid Stockholms stadsteater och utsågs även i juli 2005 till Månadens stockholmare. 2012–2016 var hon chef för Västmanlands teater i Västerås och arbetade där med att omvandla teaterns inriktning till en blandning av teater och dansform. Från 1 juni 2016 är hon chef för Helsingborgs stadsteater.

## Priser och utmärkelser
- 2008 – Kvällspostens Thaliapris
- 2010 – Nöjesguidens pris för scenkonst (Malmö/Lund)[3]

## Teater

### Regi (ej komplett)
| År   | Produktion                                         | Upphovsmän                                                        | Teater                   |
| ---- | -------------------------------------------------- | ----------------------------------------------------------------- | ------------------------ |
| 2008 | Jacques Brel is alive and well and living in Paris | Jacques Brel, Eric Blau och Mort Shuman Översättning Lars Sjöberg | Parkteatern              |
| 2017 | Rapunzel                                           | Marina Steinmo                                                    | Helsingborgs stadsteater |
| 2018 | När då då                                          | Pija Lindenbaum och Niklas Brommare                               | Helsingborgs stadsteater |
| 2012 | Säg att du är hungrig                              | Kajsa Giertz och Irena Kraus                                      | Dramaten                 |
| 2021 | BOBHUNDMUSIKAL – för folk med tinnitus i hjärtat   | Hanna Nygren                                                      | Helsingborgs stadsteater |
| 2022 | Peter Pan                                          | J.M. Barrie Dramatisering Emma Broström                           | Helsingborgs stadsteater |

### Koreografi
| År   | Produktion                                       | Upphovsmän | Regi          | Teater                   |
| ---- | ------------------------------------------------ | --- | ------------- | ------------------------ |
| 1997 | En uppstoppad hund                               | Staffan Göthe | Margita Ahlin | Helsingborgs stadsteater |
| 1999 | Sluka mej! Eating Raoul                          | Jed Feuer, Boyd Graham, Paul Bartel och Richard Blackburn Översättning Göran Parkrud, Kajsa Giertz och David Shutrick | Göran Parkrud | Helsingborgs stadsteater |
| 2021 | BOBHUNDMUSIKAL – för folk med tinnitus i hjärtat | Hanna Nygren | Kajsa Giertz  | Helsingborgs stadsteater |
| 2022 | Peter Pan                                        | J.M. Barrie Dramatisering Emma Broström                                                                               | Kajsa Giertz  | Helsingborgs stadsteater |